# ジャパンアカデミーフィルハーモニック
特定非営利活動法人ジャパンアカデミーフィルハーモニック（Japan Academy Philharmonic）は、オーケストラのジャパンアカデミーフィルハーモニックを運営していた特定非営利活動法人。略称はJAPまたはアカデミーフィル。2020年（令和2年）7月22日、特定非営利活動法人法第43条の規定による設立の認証の取消しにより解散。

## 概略
2005年（平成17年）1月12日、特定非営利活動法人の認証を受ける。法人番号は3011005001772。広く一般市民、特に若い音楽家や音楽学習者などを対象として、音楽を大らかに学び楽しむためのオーディションの開催、一般市民への音楽教育活動、芸術性の高い音楽情報の収集と一般市民への提供、出版物発行などの普及啓発活動を図ることで、文化の向上と豊かな社会づくりに寄与することを目的としていた。
東京都より、事業報告書等の提出が無いとして2019年（令和元年）11月27日までに提出を求められる。2020年（令和2年）7月22日、東京都から、特定非営利活動法人法第43条の規定により設立の認証を取消され、解散。